# Sylvilagus holzneri
Sylvilagus holzneri is een zoogdier uit de familie van de hazen en konijnen (Leporidae). De wetenschappelijke naam van de soort werd voor het eerst geldig gepubliceerd door Edgar Alexander Mearns in 1896.

## Voorkomen
De soort komt voor in Mexico en de Verenigde Staten.

## Ondersoorten
De soort heeft de volgende ondersoorten:
- Sylvilagus holzneri holzneri (Mearns, 1896) – komt voor van zuidoostelijk Arizona en New Mexico via de Westelijke Sierra Madre tot in de Mexicaanse staat Sinaloa.
- Sylvilagus holzneri hesperius Hoffmeister and Lee, 1963 – komt voor in noordwestelijk en centraal Arizona.
- Sylvilagus holzneri robustus (Bailey, 1905) – komt voor in een aantal bergketens in het westen van Texas.